# Szkoła Podstawowa im. ks. Franciszka Wosia w Świętoniowej
Szkoła Podstawowa im. ks. Franciszka Wosia w Świętoniowej – szkoła o charakterze podstawowym w Świętoniowej.

## Historia
Szkoła ludowa jednoklasowa w Świętoniowej powstała w 1908 roku. Początkowo szkoła mieściła się w domu prywatnym Wojciecha Supersona, a w 1910 roku wynajęto dom od Andrzeja Misiąga. Pierwszą nauczycielką w 1909 roku została Kazimiera Budzyńska. Od 1911 roku szkoła posiadała nauczycieli pomocniczych, którymi według Szematyzmów Galicji i Lodomerii byli: Józef Lachowski (1911–1912), Maria Żołkosiówna (1912–1918), Karol Jabłoński (1913–1914?). 
W 1913 roku oddano do użytku murowany budynek szkolny, a od 1914 roku szkoła stała się 2-klasowa. 10 lipca 1916 roku w szkole została urządzona kaplica, w której odprawiano msze święte dla miejscowej ludności. W latach 1940–1942 okupanci niemieccy przy szkole urządzili lotnisko wojskowe, a szkołę zamienili na biura i obserwatorium. 22 lipca 1944 roku nastąpiło wyzwolenie z pod okupacji niemieckiej. 
W 1945 roku szkoła rozpoczęła działalność jako 7-klasowa. W latach 1957–1969 w miejscowej szkole była Szkoła Przysposobienia Rolniczego, której wykładowcą był inż. Marian Jarzymowski. W latach 1968–1972 rozbudowano budynek szkolny. W 1999 roku na mocy reformy oświaty zorganizowano 6-letnią szkołę podstawową i 3-letnie gimnazjum. 25 czerwca 2014 roku patronem szkoły został ks. prał. Franciszek Woś. W 2017 roku na mocy reformy oświaty przywrócono 8-letnią szkołę podstawową.
Kierownicy i dyrektorzy.
1909–1910. Kazimiera Budzyńska.
1910–1917. Genowefa Tatomirowa.
1917–1920. Józef Sobiecki.
1921–1922. Stefan Luśniak.
1922–1928. Józef Piątkowski.
1928. Karolina Deisenberg.
1929–1936. Jan Holler.
1936–1938. Józefa Narogowa.
1938–1945. Jan Sieteski.
1945–1966. Antoni Słowik.
1966–1984. Józef Skowronek.
1984–1992. Danuta Pelc.
1992–1998. Zdzisław Henclik.
1999–2003. Elżbieta Henclik (SP).
1999–2003. Zdzisław Henclik (Gimnazjum).
2003–2008. Zdzisław Henclik (ZS).
2008– nadal Janusz Harpula (ZS, od 2017 SP).

## Znani absolwenci
- ks. prał. Józef Niżnik – duchowny rzymskokatolicki, kustosz Sanktuarium św. Andrzeja Boboli w Strachocinie